# عبد الله السعيد (لاعب كرة قدم سعودي)
عبد الله ناصر السعيد مواليد 28 مايو 1997 في ، السعودية، هو لاعب كرة قدم سعودي يلعب في نادي التقدم.

## مسيرة اللاعب
لعب في نادي النجمة ونادي التقدم.